# Contea di Clay (Alabama)
La contea di Clay, in inglese Clay County, è una contea dello Stato dell'Alabama, negli Stati Uniti. La popolazione al censimento del 2010 era di 13 932 abitanti. Il capoluogo di contea è Ashland.
Si tratta di una dry county, in cui si trovano wet cities.

## Geografia fisica
La contea si trova nella parte orientale dell'Alabama. Lo United States Census Bureau certifica che l'estensione della contea è di 1 570 km², di cui 1 567 km² composti da terra e i rimanenti 3 km² composti di acqua. Si tratta di una regione prevalentemente pedemontana. La maggior parte della parte occidentale della contea si trova all'interno della foresta nazionale di Talladega. Il Ketchepedrakee Creek, un affluente del fiume Tallapoosa, scorre attraverso la parte settentrionale della contea, e il Little Hillabee Creek, un affluente del fiume Coosa, scorre attraverso la parte meridionale. Hatchett Creek attraversa la contea da nord a sud.

### Contee confinanti
- Contea di Cleburne - nord
- Contea di Randolph - est
- Contea di Tallapoosa - sud
- Contea di Coosa - sud-ovest
- Contea di Talladega - ovest

## Storia
La contea di Clay fu creata da un atto legislativo dello Stato il 7 dicembre 1866, formata da alcune parti delle contee di Randolph e Talladega. Il nome le è stato dato in onore di Henry Clay, importante politico del Kentucky. La contea si trova nelle terre che appartenevano al popolo Creek. Dato il suo terreno collinoso e la mancanza di terra ricca, i primi coloni dell'area erano in prevalenza agricoltori poveri. Durante la prima metà del XIX secolo la contea era caratterizzata dalla presenza di piccole fattorie; coltura principale era il grano.
Il movimento populista che travolse l'Alabama durante gli anni 1880 e 1890 trovò nella contea di Clay una solida roccaforte, tanto che essa divenne nota come "la culla del populismo dell'Alabama". Nei decenni successivi il settore agricolo entrò in crisi, e aumentò l'importanza delle attività minerarie e manifatturiere. La contea rimane ancora oggi una delle contee più rurali e scarsamente popolate dell'Alabama.

## Società

### Evoluzione demografica
Abitanti censiti (migliaia)

Grafico delle fasce di età in base al censimento del 2000

Secondo il censimento del 2010 la composizione etnica della città è 81.7% bianchi, 14.8% neri, 0.4% nativi americani, 0.2% asiatici, 1.2% di altre razze, e 1.7% di due o più etnie. Il 2.9% della popolazione è ispanica.

## Cultura

### Istruzione
Il sistema scolastico di Clay County impiega attualmente circa 140 insegnanti che guidano più di 2 300 studenti in sei scuole. Inoltre nella contea è presente una scuola privata, frequentata da circa 130 studenti.

## Comuni[9]
- Ashland (capoluogo) - town
- Delta - CDP
- Hollins - CDP
- Lineville - city
- Millerville - CDP

## Economia
A causa del suo terreno collinare, gli agricoltori della contea di Clay coltivarono principalmente grano in piccole fattorie durante il XIX secolo. L'agricoltura entrò in crisi nei decenni successivi alla guerra civile e un gran numero di persone trovò lavoro nella produzione e nell'industria del legno.

### Occupazione
La forza lavoro nell'attuale Contea di Clay è suddivisa tra le seguenti categorie professionali:
- Produzione (35,7%)
- Servizi educativi, assistenza sanitaria e assistenza sociale (15,7%)
- Pubblica amministrazione (6,3%)
- Costruzione (6,2%)
- Altri servizi, ad eccezione della pubblica amministrazione (5,9%)
- Commercio al dettaglio (5,5%)
- Trasporto, magazzinaggio e utilità (5,2%)
- Agricoltura, silvicoltura, pesca, caccia ed estrattiva (4,9%)
- Arte, intrattenimento, svago, servizi di alloggio e ristorazione (3,8%)
- Servizi professionali, scientifici, di gestione, amministrativi e di gestione dei rifiuti (3,4%)
- Commercio all'ingrosso (2,7%)
- Finanza, assicurazioni, immobili, noleggio e leasing (2,7%)
- Informazioni (1,9%)

## Infrastrutture e trasporti

### Principali strade ed autostrade
Le principali vie di trasporto della contea sono:
- State Route 9
- State Route 48
- State Route 49
- State Route 77

### Aeroporti
L'Ashland-Lineville Airport è l'unico aeroporto della contea.